# 조인형
조인형(1990년 2월 1일 ~)은 대한민국의 축구 선수이다.
- 조인형 K리그 기록 – 한국프로축구연맹